# Chelipoda inconspicua
Chelipoda inconspicua är en tvåvingeart som beskrevs av Collin 1928. Chelipoda inconspicua ingår i släktet Chelipoda och familjen dansflugor. Inga underarter finns listade i Catalogue of Life.